# Szilágyi Dezső (politikus, 1897–1967)
Szilágyi Dezső (Budapest, 1897. december 23. – Budapest, 1967. január 25.) diplomata, politikus.

## Élete
Szilágyi János cipészmester és Auer Sarolta (1872–1949) gyermekeként született. Az elemi iskola hat osztályának elvégzése után 1909-ben szabóinasnak állt. Miután 1914-ben megszerezte segédlevelét, belépett a szabóipari munkások szakszervezetébe és a Magyarországi Szociáldemokrata Pártba. A Galilei Kör előadásait hallgatta, ahol Szabó Ervin tolmácsolásában megismerkedett a szocialista eszmékkel, ami miatt 1916-ban rendőri felügyelet alá helyezték. A zaklatások elől Ausztriába költözött. Bécsből hazatérve az angyalföldi munkások között vett részt a politikai vitákban és az 1918 januárjában tartott sztrájkban, ahol annexió nélküli békét és választójogot követeltek. Megalakulásának napjától tagja lett a Kommunisták Magyarországi Pártjának, s megalapítója az első, terézvárosi szervezetének. 1919 februárjában a Népszava kiadóhivatalánál történt lövöldözés miatt – mint a VI. kerületi pártszervezet elnökét – több kommunista vezetővel együtt letartóztatták, s gyűjtőfogházba vitték. A Tanácsköztársaság kikiáltásakor, március 21-én szabadult. Tagja lett a budapesti Ötszázak Tanácsának és a Magyarországi Szocialista Párt sajtóterjesztési osztálya munkatársaként dolgozott. 1919. május elején önként csatlakozott a Vörös Hadsereghez, amelynek politikai biztosaként részt vett a júniusig tartó északi hadjáratban. 1920-ban hamis papírokkal Csehszlovákiába, majd Bécsbe emigrált. Küldöttként részt vett 1921. június 22-én a Kommunista Internacionálé III. kongresszusán. Bécsből kommunista folyóiratokat és röplapokat juttatott a magyar fővárosba. 1923-tól Moszkvában élt, és csatlakozott a Oroszországi Kommunista (bolsevik) Párthoz. Az 1930-as években párttitkárként működött, és elvégezte a középiskolát, illetve a pártfőiskolát. A szovjet könnyűipar különböző területein dolgozott vezető beosztásokban. 1938 és 1945 között többször letartóztatták hamis vádakkal, és munkatáborba is került. 1955-ben a Szovjetunió Legfelsőbb Bírósága rehabilitálta. Ugyanabban az évben visszatért Magyarországra, és tagja lett a Magyar Dolgozók Pártjának. Két évvel később az MSZMP Központi Bizottság Külügyi Osztályának vezetőjévé választották. 1957 decemberétől egy éven át a Magyar Partizánszövetség elnöke volt. Az MSZMP VII. kongresszusán bekerült a Központi Bizottságba. 1960-ban kinevezték a Magyar Népköztársaság varsói nagykövetévé. 1963-ban betegsége miatt nyugdíjaztatását kérte. 1966 decemberétől a Központi Ellenőrző Bizottság tagja lett.

### Magánélete
Házastársa Szabó Mária volt, akivel 1919. május 10-én Budapesten, a Terézvárosban kötött házasságot.
Nyughelye a Fiumei úti sírkert Munkásmozgalmi Panteonjában található.

## Díjai, elismerései
- A Munka Vörös Zászló Érdemrendje (1958)
- Munka Érdemrend (1962)
- a Munka Érdemrend arany fokozata (1965)